# 箕子陵

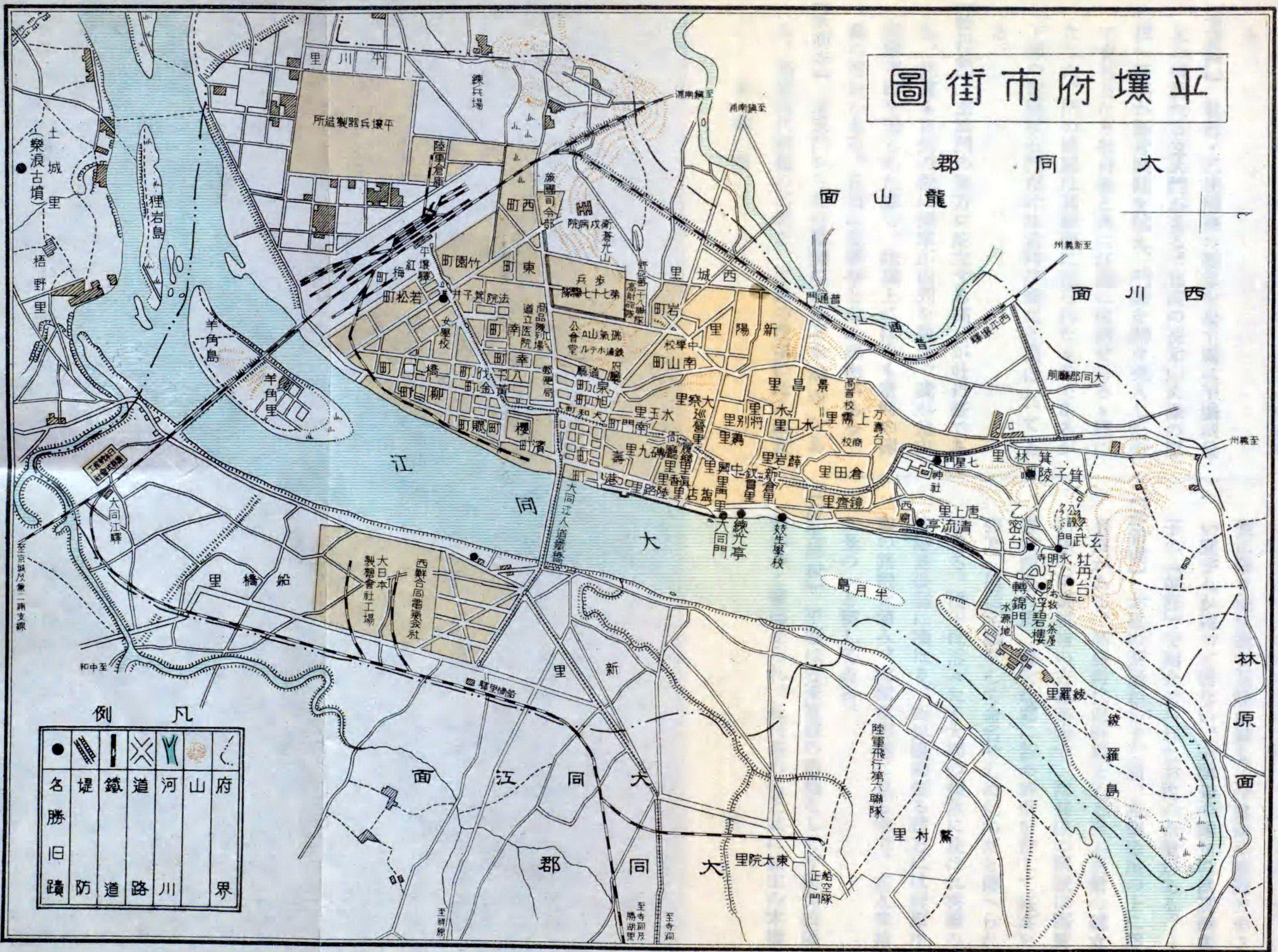
当時の平壌府の地図
右の箕林里のそばにある。

箕子陵（きしりょう）は、朝鮮民主主義人民共和国平壌直轄市牡丹峰区域の牡丹台に存在していた墓。
箕子は中国殷王朝の政治家で紂王の叔父にあたる。箕国（現在の山西省晋中市太谷区）に封じられたので箕子と呼ばれていた。

## 概要
周王朝の創始者である武王が殷王朝を倒すと箕子を招聘して政治について問い、そのあまりの該博さに驚嘆し、武王は箕子を崇めて家臣とせず、朝鮮に封じた。朝鮮侯箕子は殷王朝の遺民を率いて東方へ赴き、礼儀や農事・養蚕・機織の技術を広め、また犯禁八条を実施して民を教化し箕子朝鮮を建国した。儒教を信奉する高麗以降の両班にとって、箕子は朝鮮を教化した偉人として顕彰されることになり、箕子朝鮮の首都だった平壌に箕子にまつわる遺跡が作られた。箕子陵もその一つであった。
高麗や李氏朝鮮時代は箕子信仰が盛んであったが、日本統治時代の前後の頃からは民族主義の高まりによって檀君に対する崇拝が興り、朝鮮の建国者としての地位は檀君にとって替わられ、建国の起源を古代中国に求める箕子信仰は次第に廃れていった。ただそれでも、当時の平壌府の景勝地として、多くの観光客が訪れた。
1959年、北朝鮮政府は箕子陵を「封建的支配階級の事大主義の産物であり、朝鮮民族への侮辱」と断ずる金日成の指示によって箕子陵を破壊し、その跡地は凱旋青年公園となった。

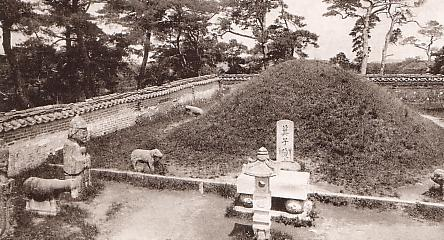
箕子陵
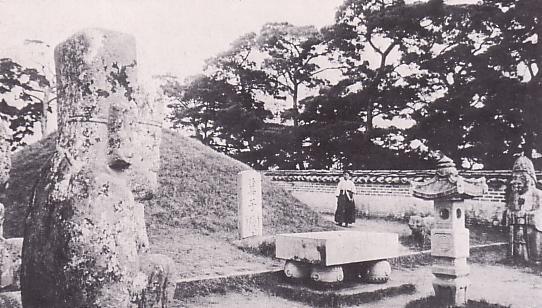
箕子陵